# Gefängnis Doftana

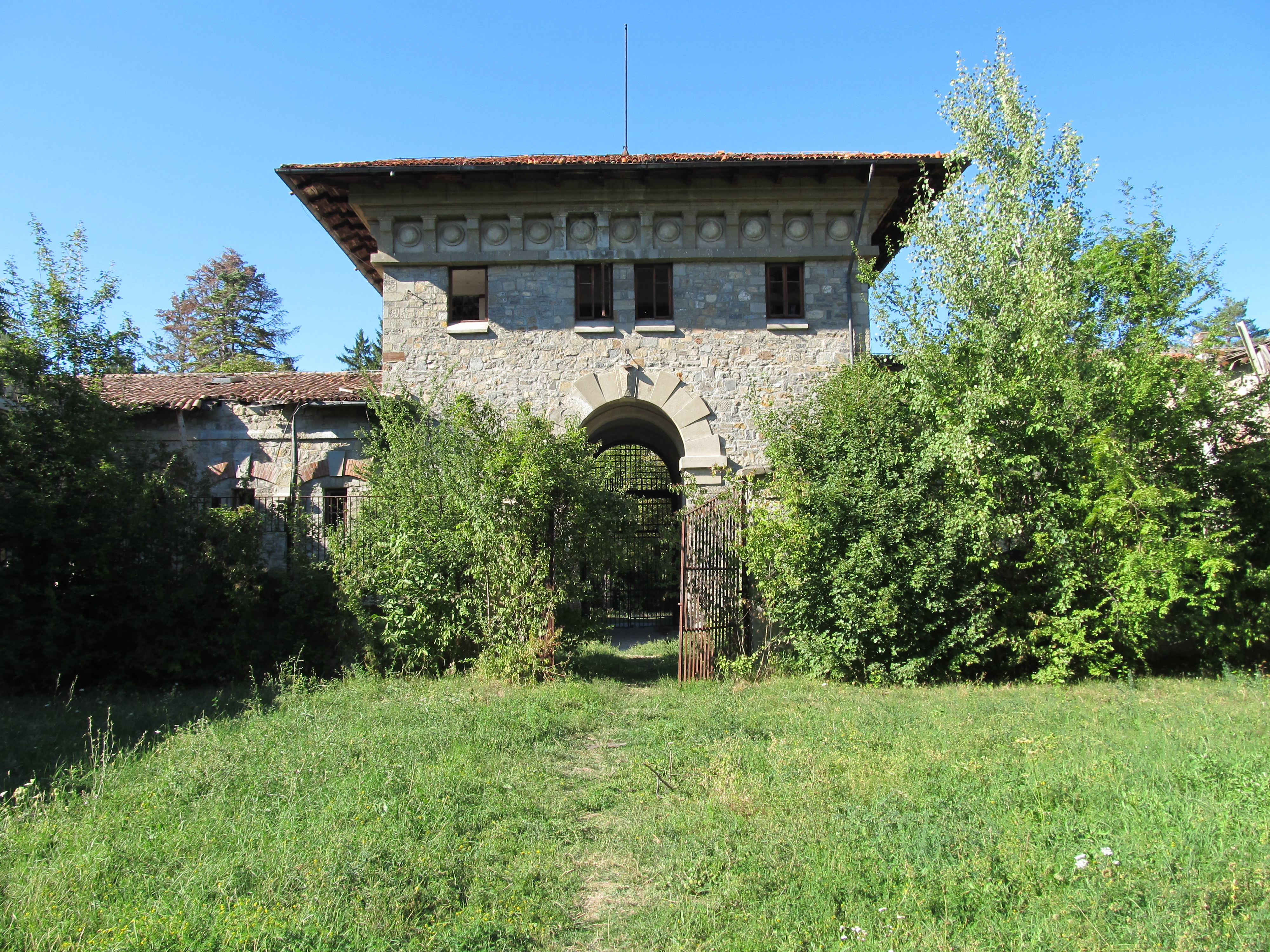
Doftana heute

Das Gefängnis Doftana befindet sich im Kreis Prahova in Rumänien und wurde 1895 erbaut. Während der 1930er Jahre befanden sich dort auch politische Gefangene, darunter Kommunisten wie Nicolae Ceaușescu, Gheorghe Gheorghiu-Dej und Chivu Stoica, die später zentrale Posten in der Sozialistischen Republik Rumänien einnehmen sollten. Der spätere Methodistenpfarrer Richard Wurmbrand war als PCR-Mitglied und Kommunist dort Insasse, und der siebenbürgisch-sächsische Politiker Rudolf Brandsch starb dort 1953. Aber auch Faschisten wie Corneliu Zelea Codreanu und Horia Sima waren dort inhaftiert. 
Doftana liegt ein paar Kilometer vor der Stadt Câmpina und wurde nach dem Fluss Doftana benannt. Das Gefängnis wurde nach 1945 in ein Museum umgewandelt, in dem der Haftzeit der kommunistischen Staatsgründer gedacht wurde. Nach der Revolution von 1989, in deren Verlauf der ehemalige Doftana-Insasse und rumänische Diktator Nicolae Ceaușescu standrechtlich erschossen wurde, verfiel das Museum. Heute wird das Gefängnis Doftana als Austragungsort für Paintball genutzt.